# Michael Gierens
Michael Wilhelm Gierens SJ (* 3. Juli 1888 in Hüttingen an der Kyll; † 18. März 1937 in Frankfurt am Main) war ein römisch-katholischer Dogmatiker.

## Leben
Er trat in ’s-Heerenberg am 22. November 1911 den Jesuiten bei. Er wurde in Valkenburg aan de Geul am 7. Dezember 1918 zum Priester geweiht. Er wirkte als Studentenseelsorger in Königsberg. Am 2. Februar 1927 legte er die letzten Gelübde ab. Seit 1928 lehrte er Dogmatik und war seit 1935 Rektor der PTH Sankt Georgen und Regens.
Er überarbeitete das Lehrbuch der Dogmatik Joseph Pohles.

## Schriften (Auswahl)
- Betrachtende Kreuzwegandacht. Belehrungen, Erwägungen und Gebete zur betrachtenden Übung der Kreuzwegandacht. Düsseldorf 1927, OCLC 1075851294.
- Ehre, Duell und Mensur. Darstellung und Begründung der christlich-ethischen Anschauungen über Ehre und Ehrenschutz, Duell und Mensur auf Grund einer Synthese historischer, biblischer, juristischer, kanonistischer und philosophischer Erkenntnisse. Paderborn 1928, OCLC 79012457.
- Controversia de aeternitate mundi. Textus antiquorum et scholasticorum. Rom 1933, OCLC 219785293.
- De causalitate sacramentorum seu de modo explicandi efficientiam sacramentorum novae legis. Rom 1935, OCLC 1070789017.